# Teorema quântico de não-singularidade
O Teorema quântico de não-singularidade é uma teoria, derivada da equação de Raychaudhuri, que quantifica o fluxo geométrico para demonstrar que os pontos conjugados não podem ocorrer devido a tais efeitos quânticos. Porque a existência de um ponto conjugado é uma condição necessária para a ocorrência de singularidades, ao quantificar o fluxo geométrico é possível demonstrar que um espaço-tempo quântico é completo (não singular).

## Implicação
Anteriormente, acreditava-se que o início do universo era uma "singularidade" simplesmente além do exame e da compreensão humana. Isto por que, de acordo com o pensamento de Stephen Hawking, Roger Penrose, Edwin Hubble e Alan Guth, e físicos pós-Einstein dita que é impossível porque a física simplesmente se decompõe no momento de origem do universo.
O teorema quântico de não-singularidade afirma que a física tanto da origem do universo quanto dos buracos negros são compreensíveis e podem ser examinadas usando o uso existente matemática aplicada para física quântica.